# Federico Craveri
Federico Craveri (Turijn in Italië, 1815 – Bra in Italië, 1890) was een Italiaanse ontdekkingsreiziger, geoloog, meteoroloog en natuuronderzoeker. Hij werd vooral bekend om zijn reizen en onderzoek verricht in Mexico.

## Biografie

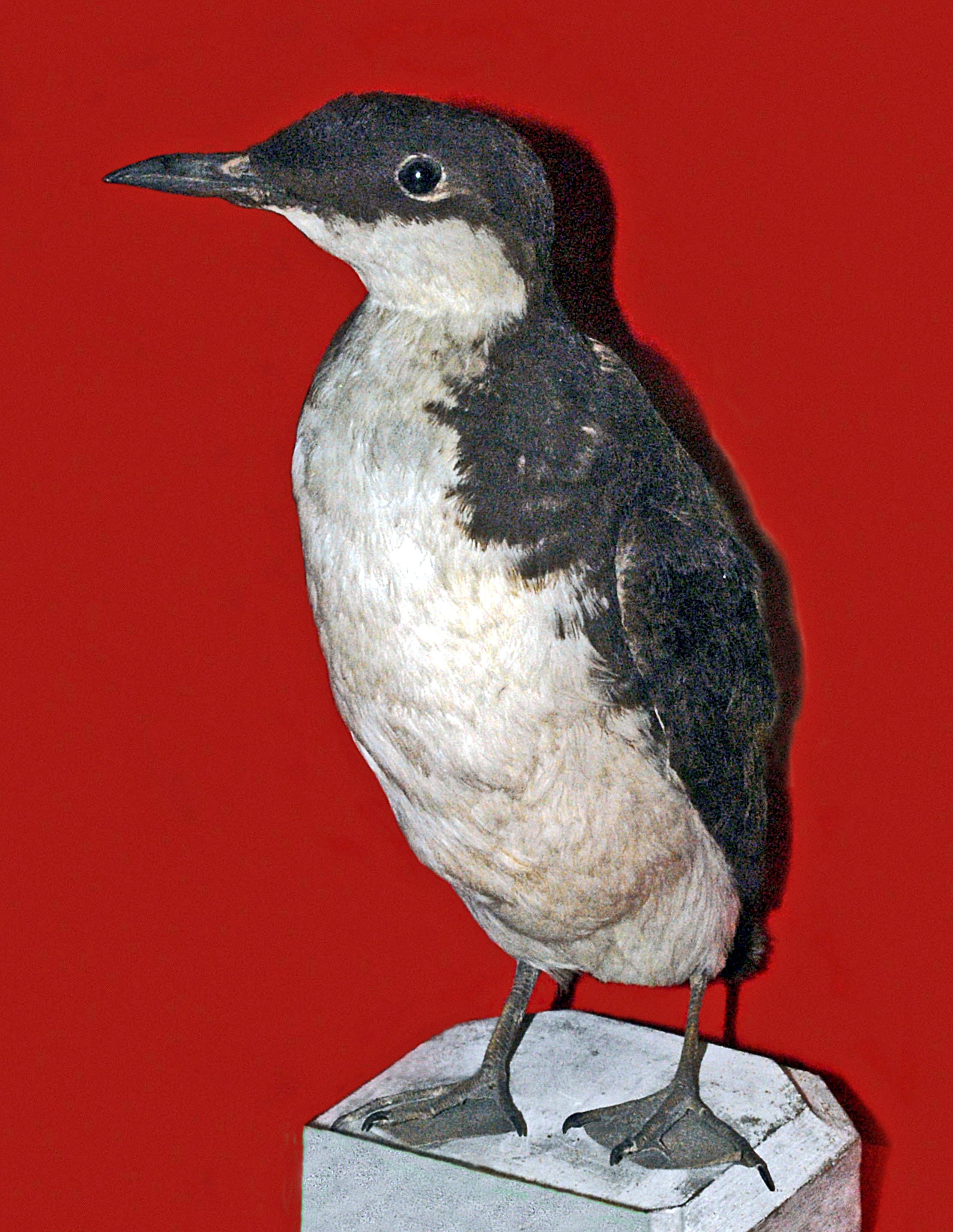
Opgezette Craveri's alk uit de collectie van het Museo Civico di Storia Naturale Federico ed Ettore Craveri.

Federico Craveri studeerde scheikunde en meteorologie aan de Universiteit van Turijn. In 1849 verhuisde hij naar Mexico waar hij tussen 1840 en 1859 les gaf in scheikunde aan het nationaal museum van Mexico-Stad. In Mexico studeerde hij ook af in de scheikunde en de farmacie.
In 1847 kwam zijn broer Ettore, die ook in natuuronderzoek was geïnteresseerd, twee jaar lang bij hem in Mexico. Tussen 1855 en 1857 deed hij geologisch onderzoek speciaal gericht op de Trans-Mexicaanse Vulkanengordel.
Zowel in Mexico als in de Verenigde Staten en Canada verzamelde Frederico een groot aantal planten en dieren. In 1858 reisde hij van San Francisco naar Vancouvereiland. In 1859 was hij in Panama en op Cuba. Hij voer ook de Mississippi op tot aan de stad Saint Paul en hij bezocht de Grote Meren en de steden New York, Washington D.C. en Boston waarna hij in september 1859, na 19 jaar, naar Italië terugkeerde naar Bra.
Zijn uitgebreide collectie specimens nam hij mee naar Italië en bracht die onder in het ouderlijk huis in Bra. Dertig jaar lang was hij bezig met het beschrijven en classificeren van het materiaal dat hij tijdens zijn reizen had verzameld. Daaronder was een bijzonder uitgebreide verzameling kolibries.
Tot aan zijn dood gaf hij colleges aan de Universiteit van Turijn. Een gedeelte van zijn collectie is in het bezit van het Natuurhistorisch museum in Turijn, maar het grootste deel van zijn materiaal is nu in bezit van het gemeentelijk natuurhistorisch museum van de stad Bra dat vernoemd is naar de gebroeders Craveri (Museo Civico di Storia Naturale Federico ed Ettore Craveri).